# Yoshiyuki Matsuoka
Yoshiyuki Matsuoka –en japonés, 松岡 義之– (6 de marzo de 1957) es un deportista japonés que compitió en judo.
Participó en los Juegos Olímpicos de Los Ángeles 1984, obteniendo una medalla de oro en la categoría de –65 kg. Ganó dos medallas en el Campeonato Mundial de Judo en los años 1983 y 1985.

## Palmarés internacional
| Juegos Olímpicos   | Juegos Olímpicos             | Juegos Olímpicos  | Juegos Olímpicos |
| Año                | Lugar                        | Medalla           | Categoría        |
| ------------------ | ---------------------------- | ----------------- | ---------------- |
| 1984               | Los Ángeles (Estados Unidos) | Medalla de oro    | –65 kg           |
| Campeonato Mundial |                              |                   |                  |
| Año                | Lugar                        | Medalla           | Categoría        |
| 1983               | Moscú ( URSS)                | Medalla de plata  | –65 kg           |
| 1985               | Seúl (Corea del Sur)         | Medalla de bronce | –65 kg           |